# LaMelo Ball
LaMelo LaFrance Ball (* 22. August 2001 in Anaheim, Kalifornien) ist ein US-amerikanischer Basketballspieler. Ball ist 2,01 Meter groß und läuft meist als Point Guard auf. Er wurde an dritter Stelle in der ersten Runde des NBA-Drafts 2020 von den Charlotte Hornets ausgewählt.

## High School
Ball spielte Basketball an der Chino Hills High School in Kalifornien und entwickelte sich zu einem der größten Talente seines Jahrgangs in den Vereinigten Staaten. In seiner High-School-Senior-Saison wurde er als bester Spieler des Jahres mit dem MaxPreps National Basketball Player of the Year Award und als Daily Bulletin Newcomer of the Year ausgezeichnet.

## Professionelle Karriere

### BC Vytautas (2018)
Er spielte für keine Universität, sondern wechselte 2018 zusammen mit seinem Bruder LiAngelo Ball zuerst zum litauischen Verein BC Vytautas. Dort wurde er zwischen Januar und April 2018 in acht Ligaspielen eingesetzt und erzielte im Durchschnitt 6,5 Punkte je Begegnung.

### Los Angeles Ballers (2018)
Anschließend spielte er bei den Los Angeles Ballers in der US-Liga JBA.

### Illawarra Hawks (2019–2020)
Im Juni 2019 gaben die Illawarra Hawks aus der australischen NBL Balls Verpflichtung bekannt. Für die Mannschaft aus dem Bundesstaat New South Wales bestritt er in der Saison 2019/20 zwölf Spiele und kam auf einen Punkteschnitt von 17 pro Einsatz und wurde zum NBL Rookie of the Year gewählt.

### NBA-Draft
Ende Januar 2020 kehrte er in sein Heimatland zurück, um eine Fußverletzung ausheilen zu lassen und sich auf das NBA-Draftverfahren vorzubereiten. Er wurde in mehreren Vorschauranglisten als ein Anwärter auf einen der vorderen Plätze eingestuft.

### Charlotte Hornets (seit 2020)
Beim NBA-Draftverfahren am 18. November 2020 entschieden sich die Charlotte Hornets an dritter Stelle für Ball, damit wurden sein Bruder Lonzo und er die ersten Geschwister in der Geschichte der NBA, die beide unter den ersten drei Spielern ausgewählt wurden. Lonzo Ball war beim NBA-Draftverfahren 2017 an zweiter Stelle aufgerufen worden.
Am 23. Dezember 2020 gab LaMelo Ball bei einer 114:121-Niederlage gegen die Cleveland Cavaliers sein NBA-Debüt, er erzielte in 16 Minuten Einsatzzeit von der Bank kommend einen Rebound und drei Assists. Am 8. Januar 2021 standen die Brüder LaMelo und Lonzo bei einem 118:110-Sieg gegen die New Orleans Pelicans erstmals gemeinsam in einem NBA-Spiel auf dem Feld. LaMelo erzielte 12 Punkte, 10 Rebounds und 9 Assists und war damit einen Assist davon entfernt, der jüngste Spieler in NBA-Geschichte zu werden, der ein Triple-Double erzielt. Einen Tag später, am 9. Januar 2021, erreichte er dieses während eines 113:105-Sieges gegen die Atlanta Hawks. Er legte 22 Punkte, 12 Rebounds und 11 Assists auf.
Am 5. Februar 2021 erzielte Ball bei einer 121:138-Niederlage gegen die Utah Jazz mit 34 Punkten einen neuen Karrierehöchstwert, außerdem kam er in dieser Begegnung auf acht Assists, vier Rebounds und zwei Steals. Er wurde damit der jüngste Spieler in der Geschichte der Charlotte Hornets, der in einem Spiel 30 oder mehr Punkte erzielt hat. Am Ende des Monats Februar, nachdem er im Durchschnitt 20,1 Punkte, 6,2 Rebounds und 6,7 Assists je Begegnung erzielt hatte, wurde er zum Rookie des Monats gekürt.
Am 21. März 2021 brach er sich in einem Spiel gegen die Los Angeles Clippers einen Knochen in der rechten Hand. Nachdem vorerst davon ausgegangen wurde, dass Ball den Rest der Saison verpassen würde, war er letztendlich dazu gezwungen, 21 Spiele auszusetzen. Nach rund eineinhalbmonatiger Verletzungspause kehrte Ball am 1. Mai 2021 aufs Spielfeld zurück und trug zu einem 107:94-Sieg gegen die Detroit Pistons 11 Punkte, 8 Assists und 7 Rebounds bei.
Am Ende der Saison 2020/21 wurde Ball zum Gewinner des NBA Rookie of the Year Awards ernannt. Damit wurde er zum ersten Spieler seit Kyrie Irving in der Saison 2010/11, der höchstens 51 Spiele bestritt und dennoch zum Rookie des Jahres ernannt wurde. In der Saison 2024/25 erzielte er mit 50 Punkten einen neuen Karrierehöchstwert während einer Niederlage gegen die Milwaukee Bucks.

## Fernsehpräsenz
LaMelo Ball ist zusammen mit seinem Vater, dem ehemaligen American-Football- und College-Basketball-Spieler LaVar Ball, seiner Mutter Tina sowie seinen Brüdern Lonzo und LiAngelo Ball einer der Protagonisten der Reality-TV-Serie Ball in the Family.

## Erfolge und Auszeichnungen
- NBA Rookie of the Year Award 2021
- 1× NBA All-Star: 2022

## Karriere-Statistiken

### NBA

#### Hauptrunde
| Saison   | Team      | GP  | GS  | MPG  | FG % | 3P % | FT % | RPG | APG | SPG | BPG | PPG  |
| -------- | --------- | --- | --- | ---- | ---- | ---- | ---- | --- | --- | --- | --- | ---- |
| 2020–21  | Charlotte | 51  | 31  | 28.8 | .436 | .352 | .758 | 5.9 | 6.1 | 1.6 | 0.4 | 15.7 |
| 2021–22  | Charlotte | 75  | 75  | 32.3 | .429 | .389 | .872 | 6.7 | 7.6 | 1.6 | 0.4 | 20.1 |
| 2022–23  | Charlotte | 36  | 36  | 35.2 | .411 | .376 | .836 | 6.4 | 8.4 | 1.3 | 0.3 | 23.3 |
| 2023–24  | Charlotte | 22  | 22  | 32.3 | .433 | .355 | .865 | 5.1 | 8.0 | 1.8 | 0.2 | 23.9 |
| Gesamt   | Gesamt    | 184 | 164 | 31.9 | .427 | .374 | .834 | 6.2 | 7.4 | 1.6 | 0.3 | 20.0 |
| All-Star | All-Star  | 1   | 0   | 22.0 | .636 | .500 | –    | 3.0 | 3.0 | 3.0 | 0.0 | 18.0 |